# 778
Вижте пояснителната страница за други значения на 778.

## Събития
- Битката при прохода Ронсево

## Родени
- 16 април – Луи Благочестиви, франкски крал
- 16 април – Людовик Благочестиви, франкски крал